# Aristolochia tagala
El timbangán de Filipinas (Aristolochia tagala) es una especie de liana perennifolia venenosa, endémica de  Asia y Malasia, Nueva Guinea y las islas Solomon.

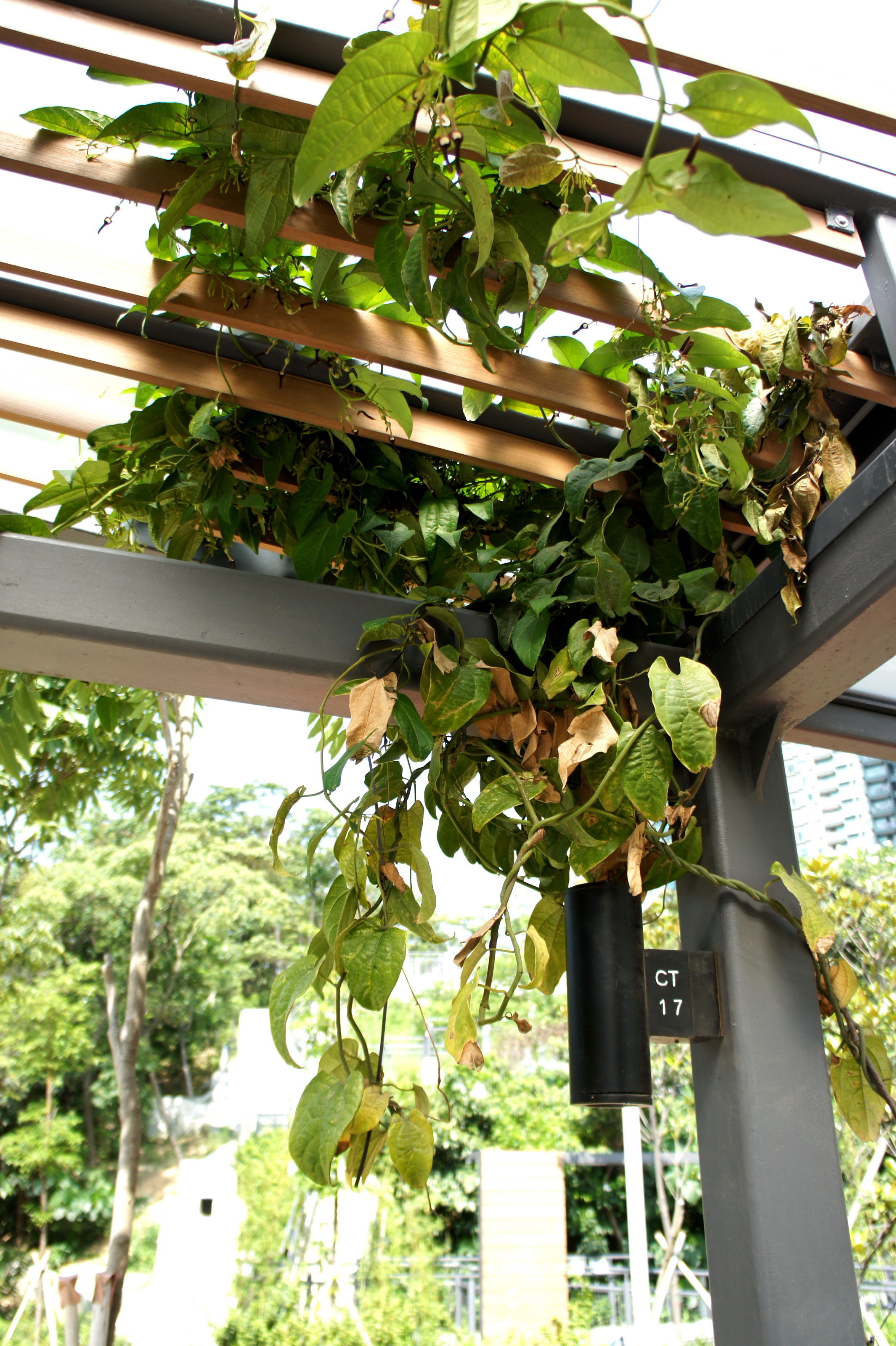
Vista de la liana

## Descripción
Aristolochia tagala tiene hojas de 9-28 x 4,5-16,5 cm, con pecíolos de unos 2-6 cm de largo, ligeramente acanalados en la superficie superior, por lo general torcidos hacia la base. Hojas generalmente con 3-5 venas irradiando desde la base. Tallos longitudinalmente estriados. Láminas foliares ligeramente aromáticas o con olor desagradable cuando son aplastadas. El fruto es una cápsula elipsoide de unos 3,5-4 x 2,5 cm antes de la dehiscencia. Después de la dehiscencia  la cápsula se asemeja a un paracaídas apoyado por cuerdas de alrededor de 5 cm de largo. Semillas numerosas, apiladas en columnas. Cada semilla de aproximadamente 8-9 x 6-10 mm con un ala de alrededor de 1-2 mm de ancho en todo el margen.

## Taxonomía
Aristolochia tagala fue descrita por Adelbert von Chamisso   y publicado en Linnaea 7: 207–208, pl. 5, f. 3. 1832.
Etimología
Aristolochia: nombre genérico que deriva de las palabras griegas aristos ( άριστος ) = "que es útil" y locheia ( λοχεία ) = "nacimiento", por su antiguo uso como ayuda en los partos.  Sin embargo, según Cicerón, la planta lleva el nombre de un tal "Aristolochos", que a partir de un sueño, había aprendido a utilizarla como un antídoto para las mordeduras de serpiente.

La aristoloquia se llamó así por parecer que a las mujeres socorría en el parto........La redonda tiene virtud contra todas las otras ponzoñas; más la luenga resiste el daño de las serpientes y de cualquier veneno mortífero si se bebe una dracma della con vino y se aplica también por de fuera. Bebida con pimienta y con mirra expele el menstruo, las pares y la criatura del vientre; y lo mismo hace metida en la natura de la mujer. Pedacio Dioscórides Anazarbeo, acerca de la Materia Medicinal y de los venenos mortíferos. Andrés Laguna. 1566, Salamanca.

tagala:, epíteto
Sinonimia
- Aristolochia acuminata Lam.
- Aristolochia angulosa Wall. ex Duch.
- Aristolochia eschscholtzii Ledeb. ex Duchesne
- Aristolochia roxburghiana Klotzsch
- Aristolochia subsagittata Blanco[6]